# Малдикаси (Чебоксарський район)
Малдика́си (рос. Малдыкасы, чув. Малтикасси) — присілок у складі Чебоксарського району Чувашії, Росія. Входить до складу Ішацького сільського поселення.
Населення — 128 осіб (2010; 133 у 2002).
Національний склад:
- чуваші — 98 %